# Franz Gockel

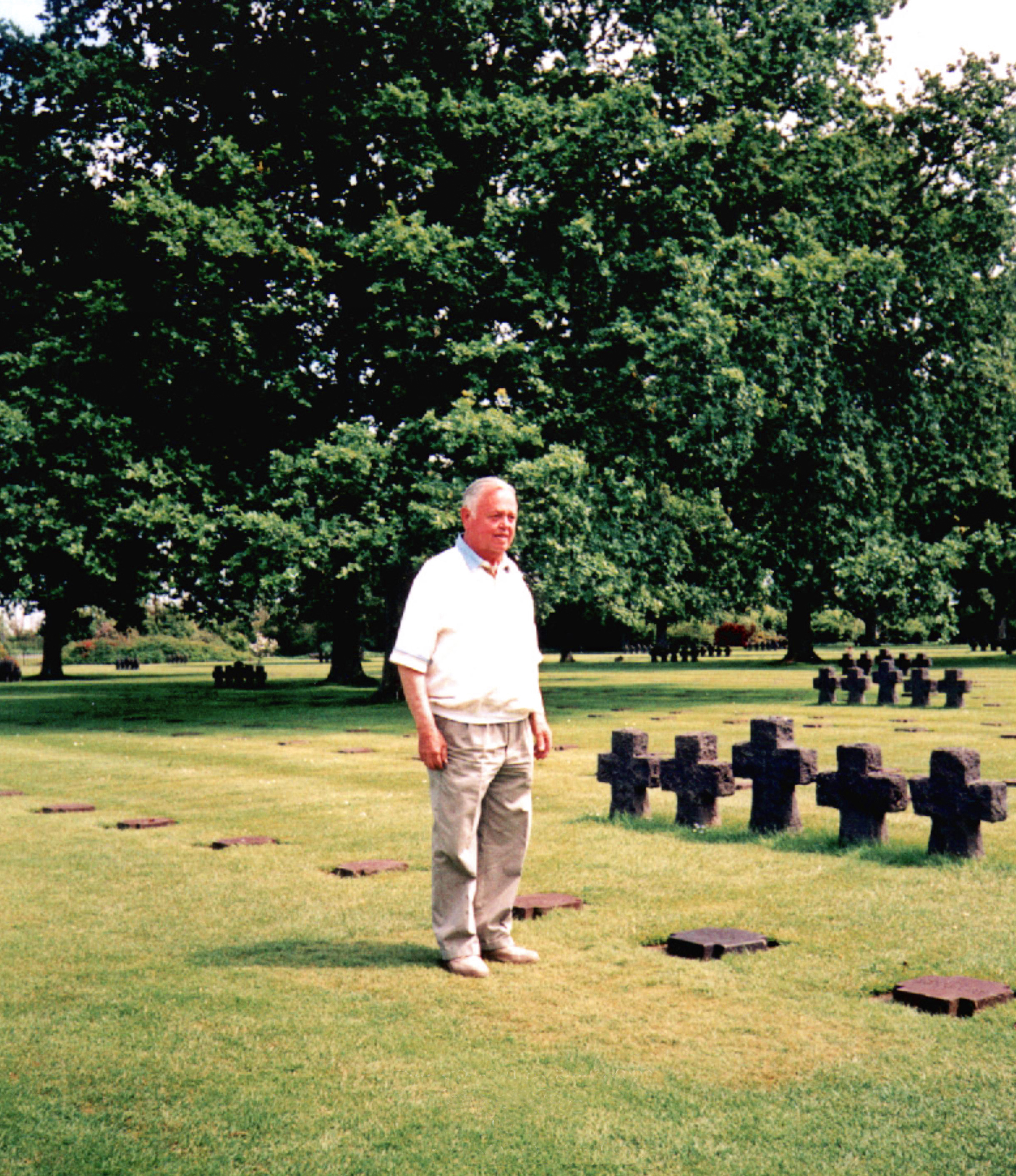

Franz Gockel, né le 30 décembre 1925 à Niederense, mort du diabète le 22 novembre 2005 à Rhynern près Hamm dans la Rhur, est un militaire allemand de la Seconde Guerre mondiale. Lors du débarquement de Normandie le 6 juin 1944, il servait comme mitrailleur à la défense d'Omaha Beach. Il fit plus tard un récit de cette journée.
Jeune soldat, il est mitrailleur au 726e régiment d'infanterie de la 716e division d'infanterie du général Friedrich-Wilhelm Richter et affecté au Widerstandsnest 62 (« nid de résistance 62 » en allemand), situé juste au-dessus d'Omaha Beach. Quand les Américains y débarquent, les défenses allemandes sont intactes, les bombardements aériens et tirs d'artillerie marine précédant le débarquement ayant raté leur cible. Franz Gockel est à sa pièce, une mitrailleuse Maxim Wz. 08 de fabrication polonaise à refroidissement par eau. Il participe ainsi aux sanglants combats, aux premières loges. Finalement blessé à la main gauche, ayant eu trois doigts arrachés par une balle alliée, il rejoint l'arrière à la recherche de soins et gagne Vire.
Après guerre, il reprend son métier de couvreur et ne retourne en Normandie qu'en 1958. Il y retrouve des Français et noue des liens avec des vétérans américains. Il est fait citoyen d'honneur de Colleville-sur-Mer et titulaire de la médaille de l'Ordre du Mérite de la République fédérale d'Allemagne.
Il meurt des suites du diabète le 22 novembre 2005 à près de 80 ans.

## Publications
- Franz Gockel (trad. de l'allemand par Sandrine Woelffel), La porte de l'enfer : Omaha Beach, 6 juin 1944, Strasbourg, Éditions Hirle, 2004, 235 p. (ISBN 978-2-914-72923-9).

## Sources
- (de) Cet article est partiellement ou en totalité issu de l’article de Wikipédia en allemand intitulé « Franz Gockel » (voir la liste des auteurs).
- Yves Lecouturier, Célébrités, héros et anonymes du D Day, Rennes, Ouest-France, 2014, 187 p. (ISBN 978-2-737-36200-2), p. 57 et 58.